# Jennifer Harman
Jennifer „Jen“ Harman Traniello (geborene Harman; * 29. November 1964 in Reno, Nevada) ist eine professionelle US-amerikanische Pokerspielerin. Die vorrangige Cash-Game-Spielerin ist zweifache Braceletgewinnerin der World Series of Poker und wurde 2019 als eine von zwei Frauen auf der Liste der 50 besten Spieler der Pokergeschichte genannt.

## Persönliches
Harman wuchs in ihrer Geburtsstadt Reno auf und begann bereits mit acht Jahren Poker zu spielen, als ihr Vater sie bat, ihn am Tisch zu vertreten. Bereits in ihrer Jugend wurden bei ihr chronische Nierenprobleme diagnostiziert, die eine Nierentransplantation erforderten. Nach der Highschool studierte sie an der Universität von Nevada in Reno. 2004 legte Harman eine einjährige Pause ein, um eine weitere Transplantation durchführen zu lassen. Harman war mit dem italienischen Pokerspieler Marco Traniello verheiratet und mit Daniel Negreanu eng befreundet. Bevor sie Traniello traf, war sie zeitweise mit Doyle Brunsons Sohn Todd sowie mit Howard Lederer liiert.
Seit ihrer Nierentransplantation wirbt Harman für mehr Aufmerksamkeit für Organspenden. Dazu gründete sie die Organisation CODA (Creating Organ Donation Awareness).

## Pokerkarriere

### Werdegang
Harman galt als beste Limit-Spielerin der Welt und war regelmäßig im Hotel Bellagio am Las Vegas Strip im 4000/8000-$-Limitspiel anzutreffen. Zu Beginn ihrer Karriere spielte Harman ausschließlich Cash Games und begann erst später Turnierpoker zu spielen. Im Jahr 2000 gewann sie ihr erstes Bracelet bei der World Series of Poker (WSOP) in der Variante No Limit Deuce to Seven, obwohl sie dieses Spiel vorher nie gespielt hatte. Bei der WSOP 2002 sicherte sie sich ihr zweites Bracelet im Limit Hold’em und war die erste Frau, die zwei WSOP-Turniere für sich entscheiden konnte. Im Rahmen der 50. Austragung der World Series of Poker wurde Harman im Juni 2019 als eine von zwei Frauen auf der Liste der 50 besten Spieler der Pokergeschichte genannt.
Insgesamt hat sich Harman mit Poker bei Live-Turnieren über 2,5 Millionen US-Dollar erspielt und zählt damit zu den erfolgreichsten Frauen nach Turnierpreisgeld. Sie schrieb das Kapitel über Limit Hold’em in Doyle Brunsons Super System II. Harman war Mitglied des Team Full Tilt und wurde 2015 als dritte Frau in die Poker Hall of Fame aufgenommen.

### Braceletübersicht
Harman kam bei der WSOP 42-mal ins Geld und gewann zwei Bracelets:
| Jahr | Buy-in (in $) | Turnier                      | Teilnehmer | Preisgeld (in $) |
| ---- | ------------- | ---------------------------- | ---------- | ---------------- |
| 2000 | 5000          | No Limit Deuce to Seven Draw | 030        | 146.250          |
| 2002 | 5000          | Limit Hold’em                | 113        | 212.440          |